# Streptocarpus elongatus
Streptocarpus elongatus är en tvåhjärtbladig växtart som beskrevs av Engler. Streptocarpus elongatus ingår i släktet Streptocarpus och familjen Gesneriaceae. Inga underarter finns listade i Catalogue of Life.